# Carnicerito de Úbeda
Antonio Millán Díaz, conocido como «Carnicerito de Úbeda» (Úbeda, 22 de septiembre de 1947-4 de noviembre de 1976), fue un torero español. Conocido por haber salido como triunfador por la puerta grande de la Plaza de toros de Las Ventas, en Madrid, tres veces como novillero en 1967 y otras tres como matador en 1971. Falleció trágicamente en accidente de tráfico, casi al inicio de su carrera de matador, con apenas veintinueve años.

## Biografía
Da sus primeros pasos en el matadero de la ciudad, sigue en tentaderos y fiestas camperas. Su primer traje de luces lo viste en Úbeda el 28 de mayo de 1964. Corta dos orejas del novillo de Francisca Jiménez. Después le siguen dos decenas de espectáculos para torear su primera novillada con picadores en Jaén el 13 de junio de 1965, donde da muerte a reses de Juan Pedro Domecq junto a Andrés Jiménez Torres el Monaguillo y Fernando Tortosa. En Las Ventas se presenta el 5 de marzo de 1967 para alternar con Gregorio Lalanda y Adolfo Rojas en la lidia de cinco reses de la ganadería de Maribáñez, y una de Amelia Pérez Tabernero. Triunfa cortando una oreja y es repetido el domingo siguiente. Su temporada novilleril es triunfal sumando cincuenta y cinco actuaciones y cortando ciento ocho orejas. Por otra parte, intervino en repetidas ocasiones como espada único, circunstancia rara en los novilleros, tal en Huelva en Sevilla, en la plaza de Vista Alegre de Madrid. Logra salir de Las Ventas seis veces por la puerta grande.
Al comienzo de la siguiente temporada toma la alternativa, en su ciudad natal, el 10 de marzo, al cederle Antonio Ordóñez, ante Ángel Teruel, la muerte del toro Cantito, negro, número 62, del hierro de Lisardo Sánchez. Logra tres orejas y un rabo. Cierra el año con veintinueve actuaciones en su haber y el siguiente se viste de luces veinticinco tardes, entre ellas la de su confirmación de alternativa, el 20 de mayo, en plena Feria madrileña de San Isidro. Actuaron Paco Camino y Francisco Rivera Paquirri, como padrino y testigo de la ceremonia, respectivamente, y el ganado fue de Pío Tabernero, atendiendo el de la cesión por Hacendoso. En el año 1970 cinco corridas por realizar el servicio militar obligatorio. Después diecisiete durante 1971 y 1972. No tiene suerte con los apoderados y los frecuentes cambios influyen decisivamente en su porvenir taurino. Tuvo varias cogidas graves en su carrera, fue testigo de la cornada mortal de su compañero de cartel José Mata, en la plaza de Villanueva de los Infantes, Ciudad Real. 
El descenso de sus contratos se acentúa. En 1973 torea diez corridas, ocho en 1974, nueve en el siguiente y tan sólo una en 1976, año en que encontraría la muerte, el 4 de noviembre, en accidente de automóvil ocurrido entre Úbeda y Navas de San Juan. Úbeda le rinde homenaje paseando a hombros el féretro, en vuelta al ruedo póstuma, por el coso de San Nicasio.
Lo más notable de su toreo: el pase natural, el purísimo toreo de frente que muchas tarde lucía y la suerte de matar que dominaba con excelencia.
Su sobrino, Juan Antonio Millán —nacido en 1978 y también torero—, adoptó su apodo y es conocido también como Carnicerito de Úbeda.